# Goshing
Goshing är en gewog i Bhutan.   Den ligger i distriktet Zhemgang, i den centrala delen av landet, 140 kilometer öster om huvudstaden Thimphu.